# USS LST-381
O USS LST-381 foi um navio de guerra norte-americano da classe LST que operou durante a Segunda Guerra Mundial.